# Janne Schäfer
Janne Schäfer (ur. 28 maja 1981 w Henstedt-Ulzburg), niemiecka pływaczka, specjalistka stylu klasycznego, wicemistrzyni świata w sztafecie 4 x 100 m stylem zmiennym, mistrzyni Europy w wyścigu na 50 m, wielokrotna medalistka mistrzostw Europy na krótkim basenie.

## Sukcesy

### Mistrzostwa świata (basen 25 m)
- 2000 Ateny -  (sztafeta 4 x 100 m zmiennym)

### Mistrzostwa Europy
- 1999 Stambuł -  (50 m klasycznym)
- 2008 Eindhoven -  (50 m klasycznym)

### Mistrzostwa Europy (basen 25 m)
- 1999 Lizbona -  (50 m klasycznym)
- 1999 Lizbona -  (sztafeta 4 x 50 m zmiennym)
- 2001 Antwerpia -  (50 m klasycznym)
- 2001 Antwerpia -  (sztafeta 4 x 50 m zmiennym)
- 2002 Riesa -  (50 m klasycznym)
- 2005 Triest -  (50 m klasycznym)
- 2005 Triest -  (sztafeta 4 x 50 m zmiennym)
- 2006 Helsinki -  (50 m klasycznym)
- 2006 Helsinki -  (100 m klasycznym)
- 2006 Helsinki -  (sztafeta 4 x 50 m zmiennym)
- 2007 Debreczyn -  (50 m klasycznym)[1]
- 2007 Debreczyn -  (sztafeta 4 x 50 m zmiennym)
- 2008 Rijeka -  (50 m klasycznym)
- 2008 Rijeka -  (sztafeta 4 x 50 m zmiennym)
- 2009 Stambuł -  (50 m klasycznym)